# Zoo Mykolajiw
Koordinaten: 46° 57′ 37″ N, 32° 2′ 3″ O
Der Zoo Mykolajiw (ukrainisch Миколаївський зоопарк) ist der Zoologische Garten in der südukrainischen Stadt Mykolajiw. Er ist Mitglied der Ukrainischen Vereinigung von Zoos und Aquarien (ukrainisch Українська асоціація зоопарків та акваріумів) (УАЗА), der World Association of Zoos and Aquariums (WAZA), der European Association of Zoos and Aquaria (EAZA) und des International Species Information Systems Species 360 (ISIS). Das Motto des Zoos lautet: „Nur unsere gemeinsamen Anstrengungen können diese schöne und wundervolle Welt der Tiere bewahren.“

## Geschichte
Der Zoo wurde vom damaligen Bürgermeister von Mykolajiw als Schauaquarium gegründet und am 26. April 1901 eröffnet. Die Sammlung bestand aus 50 Fisch- und Reptilienarten mit mehr als 1000 Tieren. Einige Becken enthielten 3000 Liter Wasser, eine zu damaliger Zeit beachtliche Größe. Während der Oktoberrevolution und des anschließenden Bürgerkriegs erlitt das Aquarium nach 1917 erhebliche Schäden, konnte jedoch restauriert werden und wurde am 25. Juni 1922 zum zweiten Mal eröffnet. 1925 erhielt es den Namen „Aquarium/Zoo“ und wurde in jenem Jahr von 40.000 Gästen besucht. Der Eintritt war frei.
Im August 1941 wurde die Stadt von deutschen Truppen besetzt. Der Zoo wurde nicht evakuiert. Während der Besetzung blieb der Zoo für die Besucher geöffnet. Als sich die Besetzer 1944 zurückziehen mussten, erschossen sie die im Zoo gehaltenen Bären und Löwen. Andere Tiere konnten im Keller versteckt und so gerettet werden. Nach der Befreiung der Stadt durch sowjetische Armeesoldaten im März 1944 zeigten sich viele leere oder beschädigte Anlagen im Zoo. Nach Ende des Zweiten Weltkriegs stellte die Stadt Geld für die Rekonstruktion des Zoos zur Verfügung. Die alten Käfige wurden repariert und neue geschaffen. 1948 wurde das Objekt in Zoo Mykolajiw umbenannt. Zu dieser Zeit wurde es aus dem Budget der Oblast Mykolajiw finanziert. In den folgenden Jahren wurde der Zoo stetig mit neuen Anlagen erweitert und neue Tiere wurden angeschafft. In den 1960er Jahren lebten im Zoo mehr als 200 Arten mit rund 2000 Individuen. Viele dieser Arten wurden in der Roten Liste gefährdeter Arten geführt.
Zur Hundertjahrfeier des Zoos gab die Nationalbank der Ukraine im Jahr 2001 eine Sondermünze im Wert von zwei Hrywnja heraus. Im gleichen Jubiläumsjahr war der Zoo Gastgeber der International Scientific/Practical Conference. An der Konferenz nahmen mehr als 60 Personen aus 10 Ländern teil, die 29 Zoos repräsentierten.
Nach dem russischen Überfall auf die Ukraine am 24. Februar 2022 schlug am dritten Tag des Angriffs im Zoo Mykolajiw eine Bombe zwischen Eisbär- und Tigergehege ein. Menschen und Tiere blieben unverletzt. Nach der ersten schlugen weitere Streubomben nahe dem Verwaltungsgebäude und in eine Voliere ein. Der Zoo wurde zunächst für den Besucherverkehr geschlossen. Einzelne Raketentrümmer sind weiterhin als Mahnmal vorhanden. Um die Tiere unter diesen Umständen gesund zu erhalten, musste der Zoo viele Schwierigkeiten überwinden, beispielsweise musste eine neue Trinkwasserquelle für die Tiere geschaffen werden. Wegen der kalten Jahreszeit und eingeschränktem Straßenverkehr konnten keine Tiere in andere Zoos verlegt werden. Trotz logistischer Probleme mit der Futter- und Medikamentenversorgung konnte der Betrieb aufrechterhalten werden. Auch die Sicherheit von Mitarbeitern und Besuchern blieb gewährleistet. Der Zoo überlebt mit der Hilfe ukrainischer und ausländischer Freiwilliger aus verschiedenen Teilen der Welt sowie Futterspenden anderer Tierparks. Der Zoo konnte ab Juni 2022 an Wochenenden und ab November die ganze Woche über öffnen. Er ist einer der wenigen Orte, die den Einwohnern von Mykolajiw zur Entspannung offen stehen (Stand April 2023). Unter der Schirmherrschaft der European Association of Zoos and Aquaria wurde ein Spendenprogramm zur Unterstützung der Zoos in der Ukraine aufgelegt.

## Tierbestand
Bis Ende 2021 verfügte der Zoo Mykolajiw über ca. 400 Tierarten in rund 4000 Exemplaren. Auf einer Fläche von rund 18,5 Hektar wird ein breites Spektrum an Säugetieren, Reptilien, Amphibien, Vögeln, Fischen und Insekten gezeigt. Viele in der Natur gefährdete Arten, beispielsweise Przewalski-Pferde (Equus przewalskii) werden gezüchtet. Nach dem russischen Überfall auf die Ukraine wurden im Zoo Mikolajiw viele Haustiere aufgenommen, die die Menschen während der Evakuierung zurücklassen mussten, darunter sind Papageien, Meerschweinchen, Chinchillas, Frettchen und andere Arten.

## Galerie
Nachfolgende Bildreihe zeigt einige Tiere aus dem Bestand des Zoos der Jahre 2010 bis 2024:

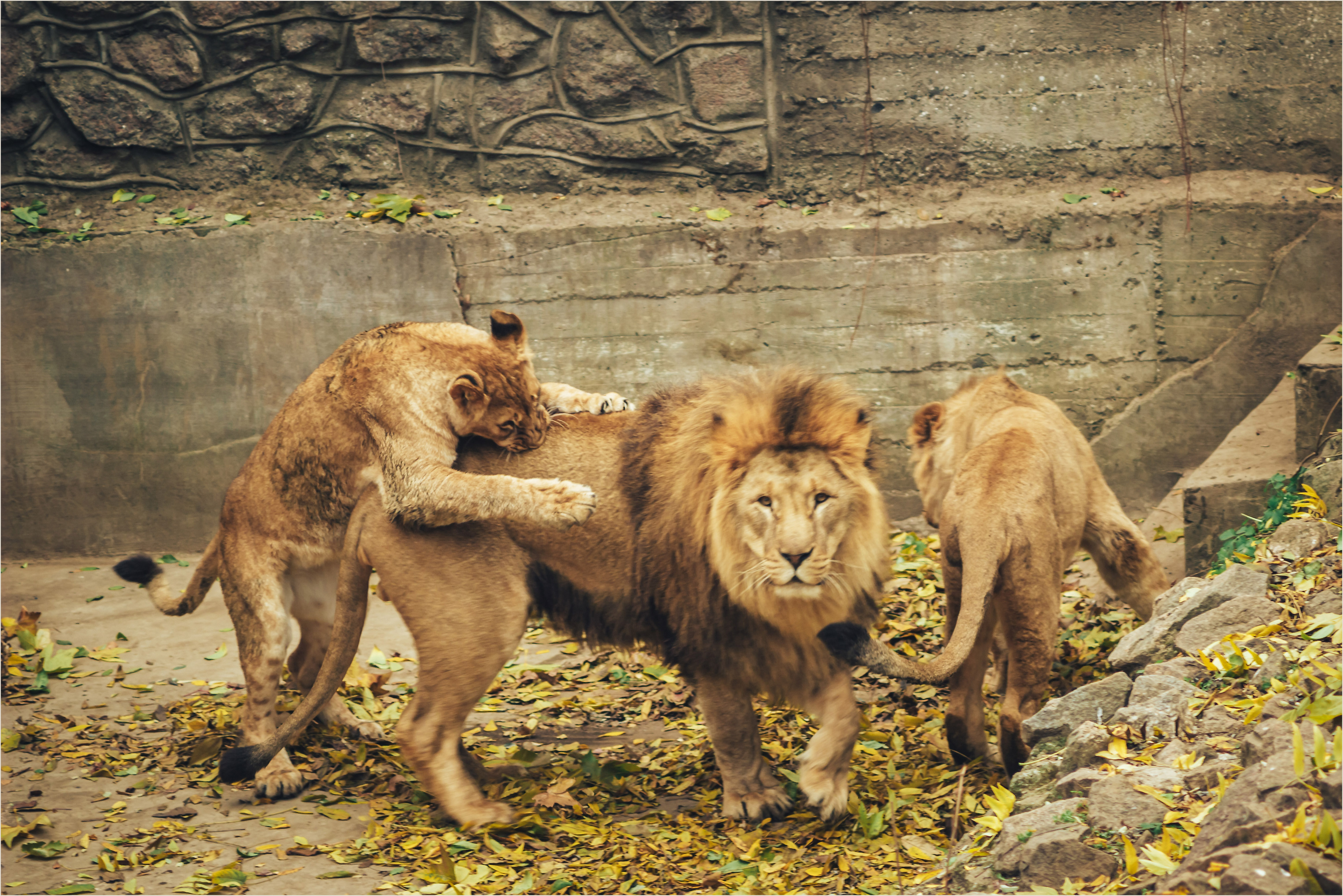
Löwen (Panthera leo)
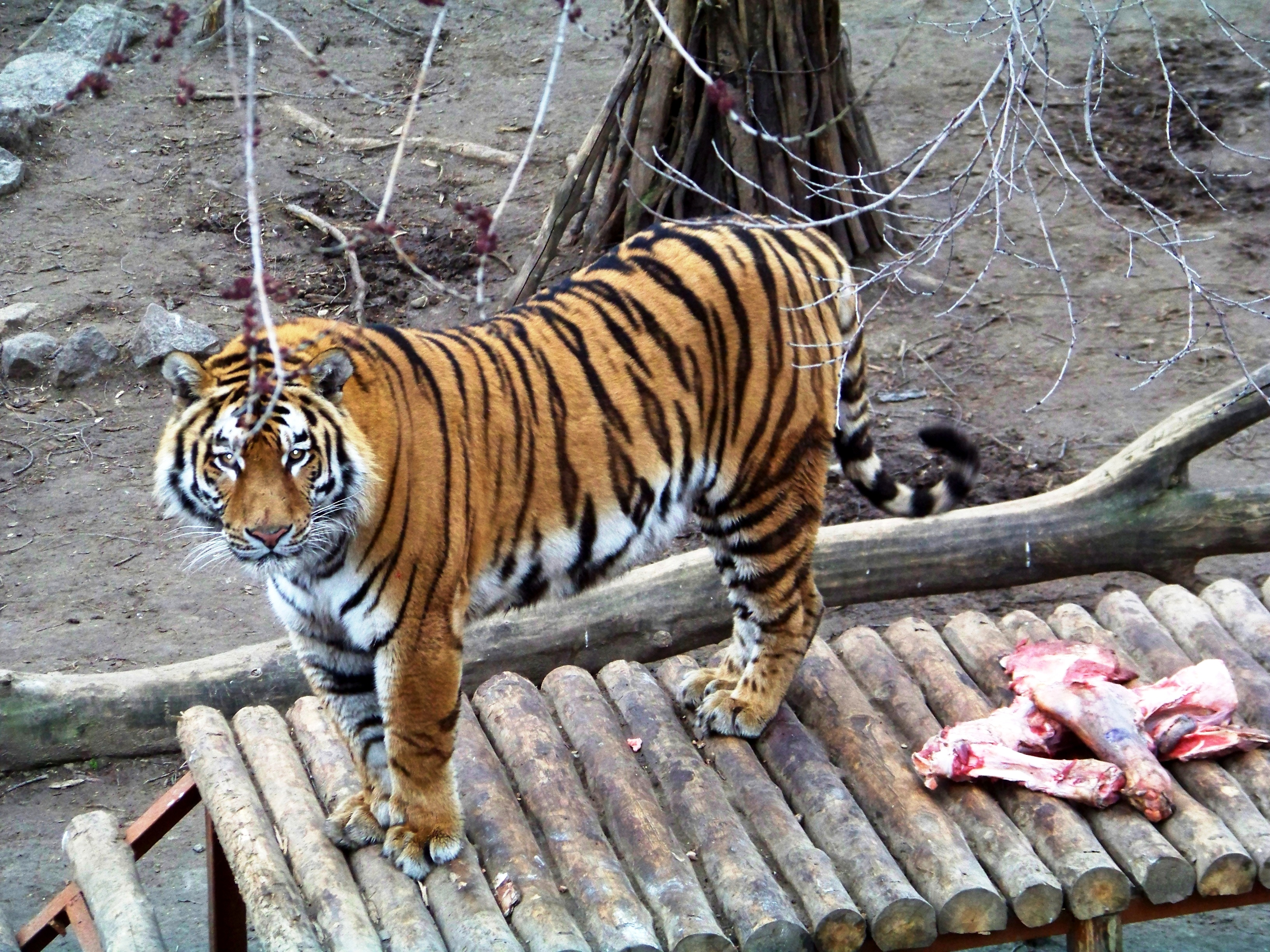
Tiger (Panthera tigris)
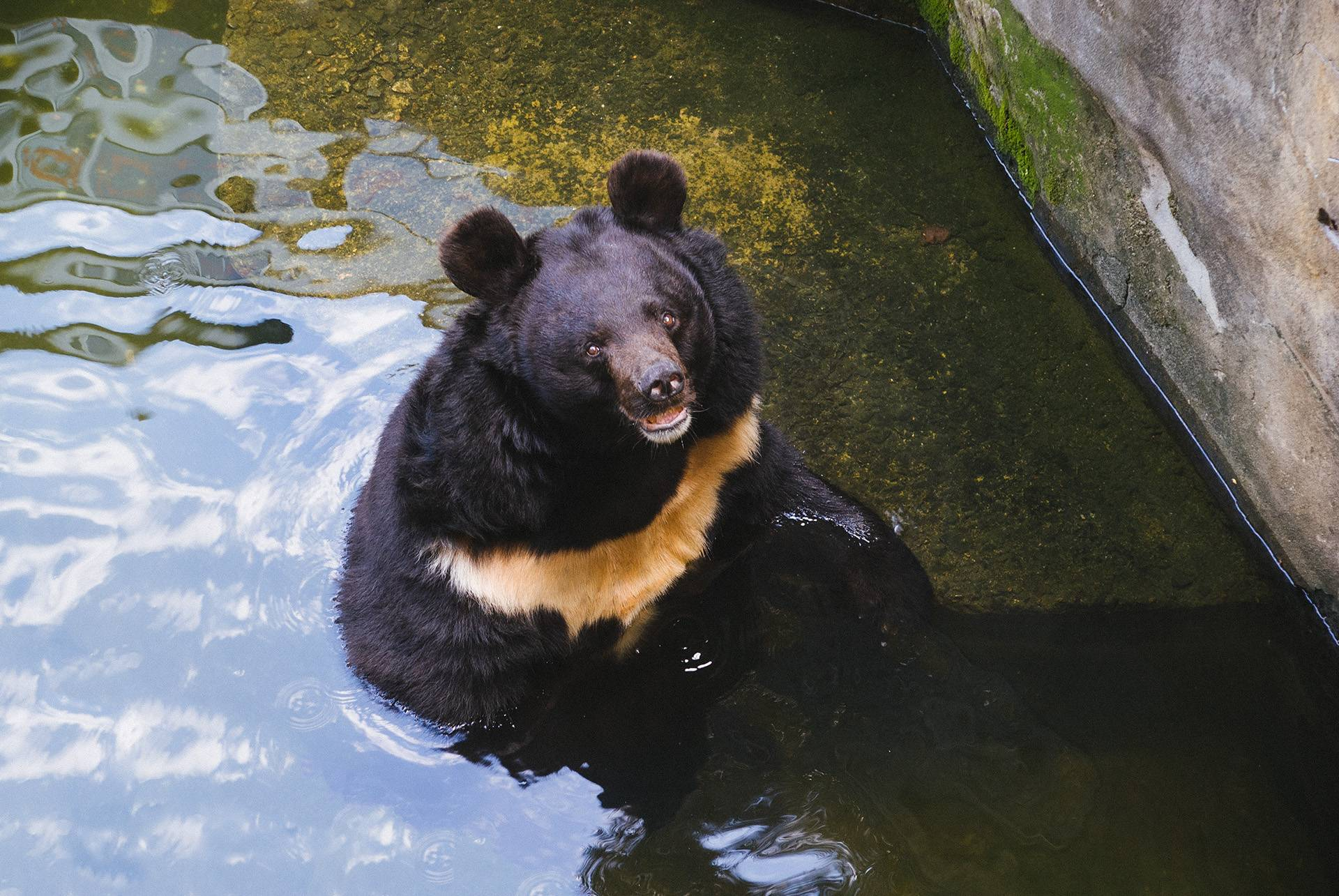
Kragenbär (Ursus thibetanus)
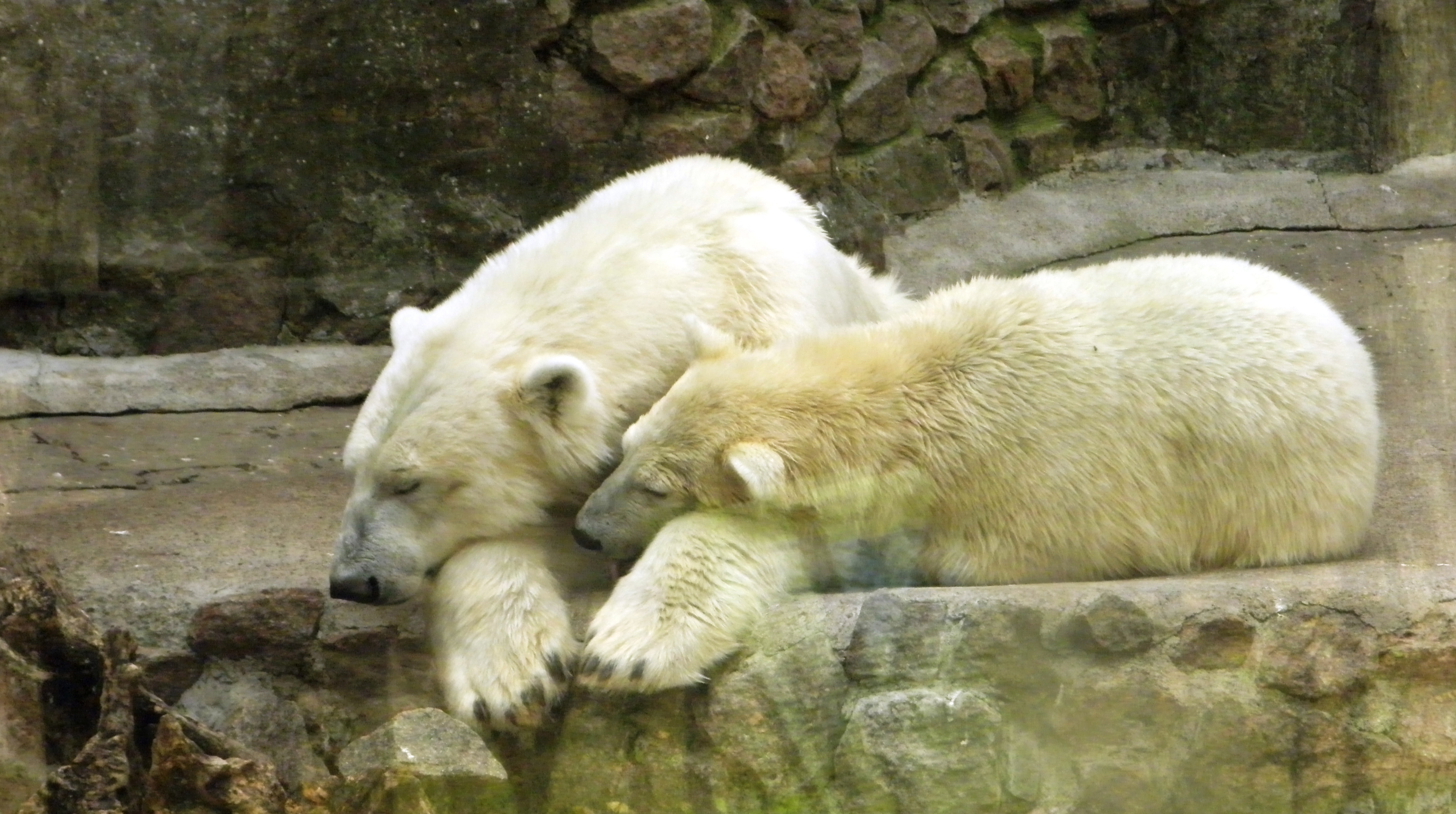
Eisbären (Ursus maritimus)
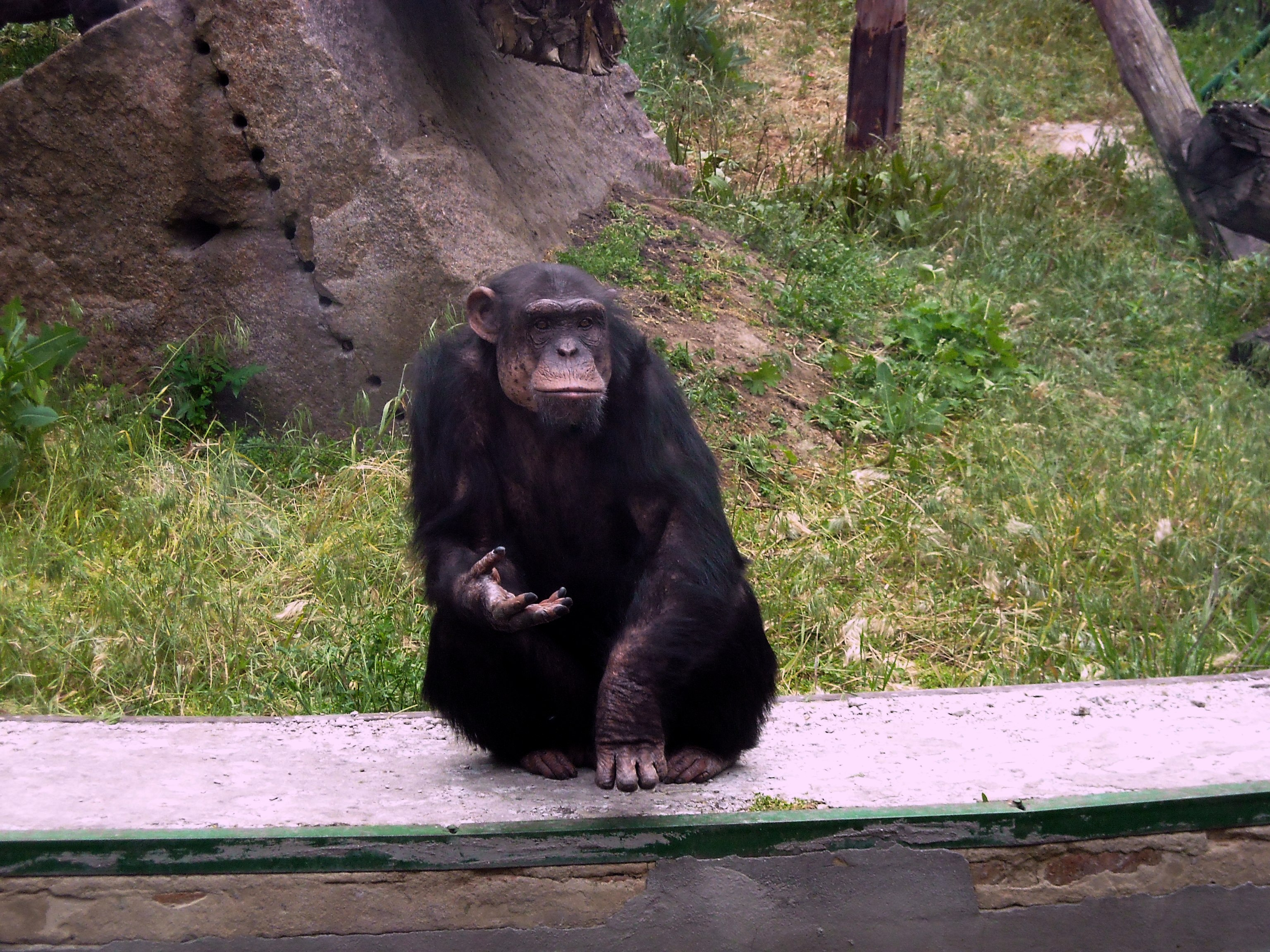
Schimpanse (Pan troglodytes)
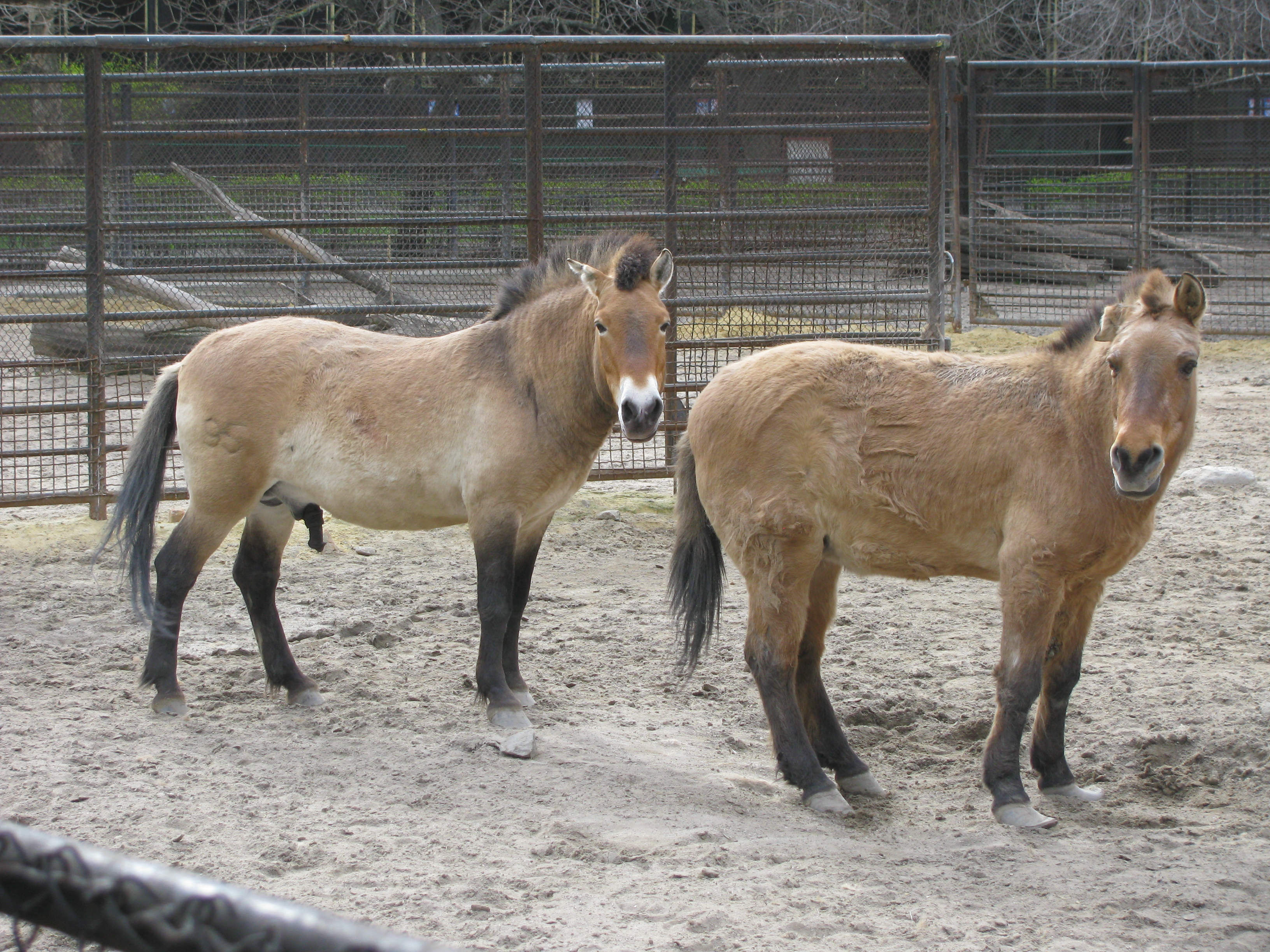
Przewalski-Pferde (Equus przewalskii)
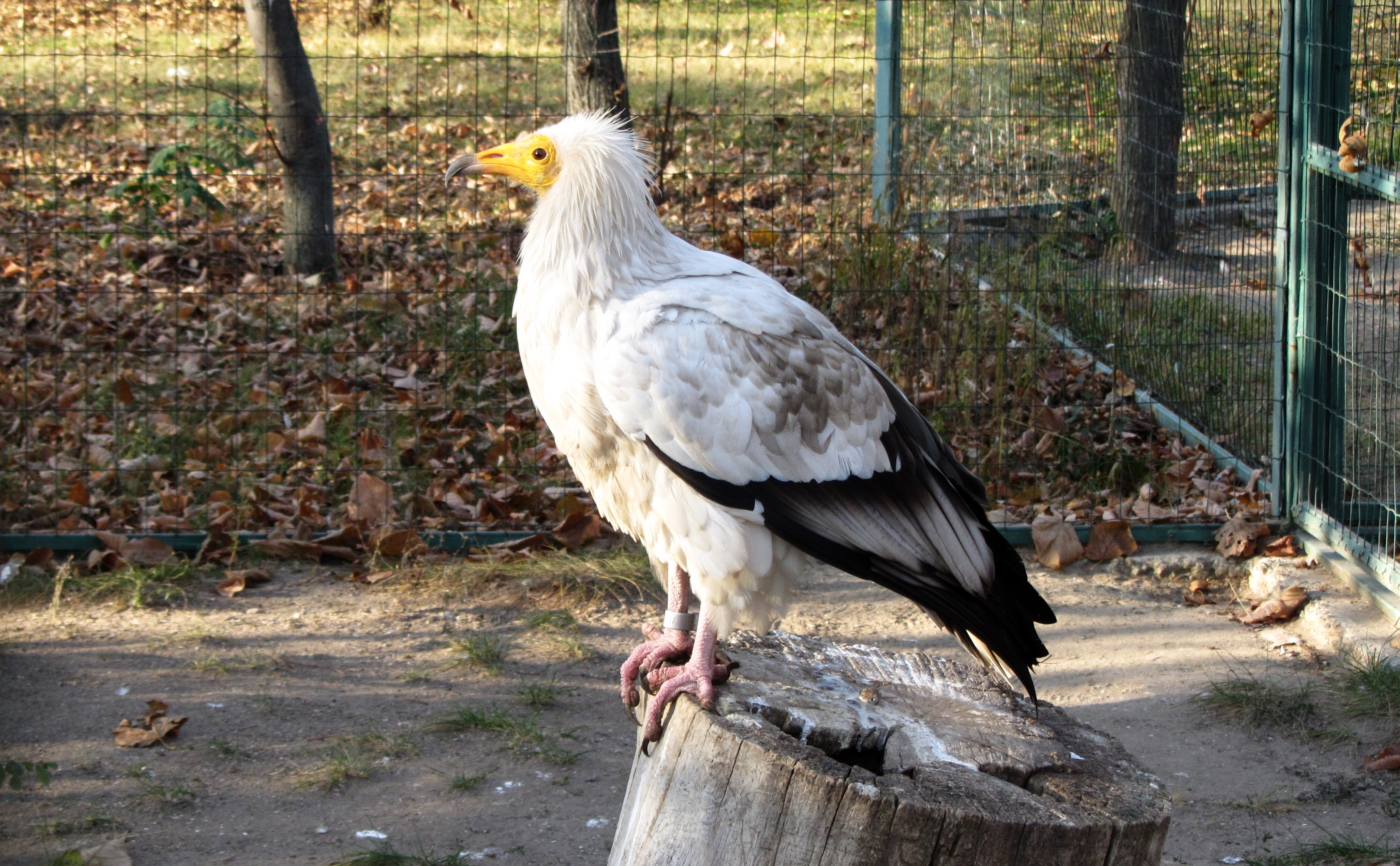
Schmutzgeier (Neophron percnopterus)
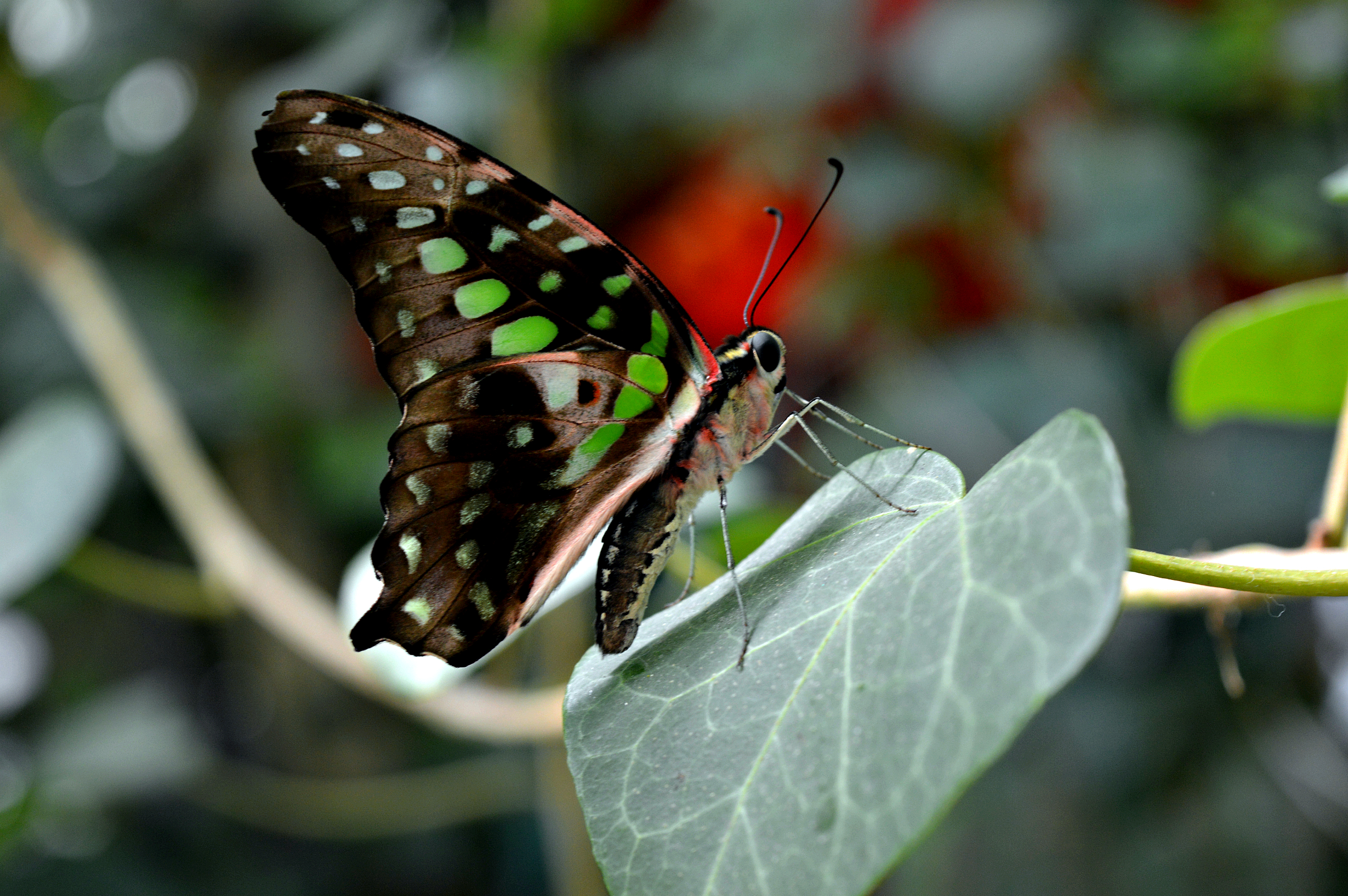
Graphium agamemnon
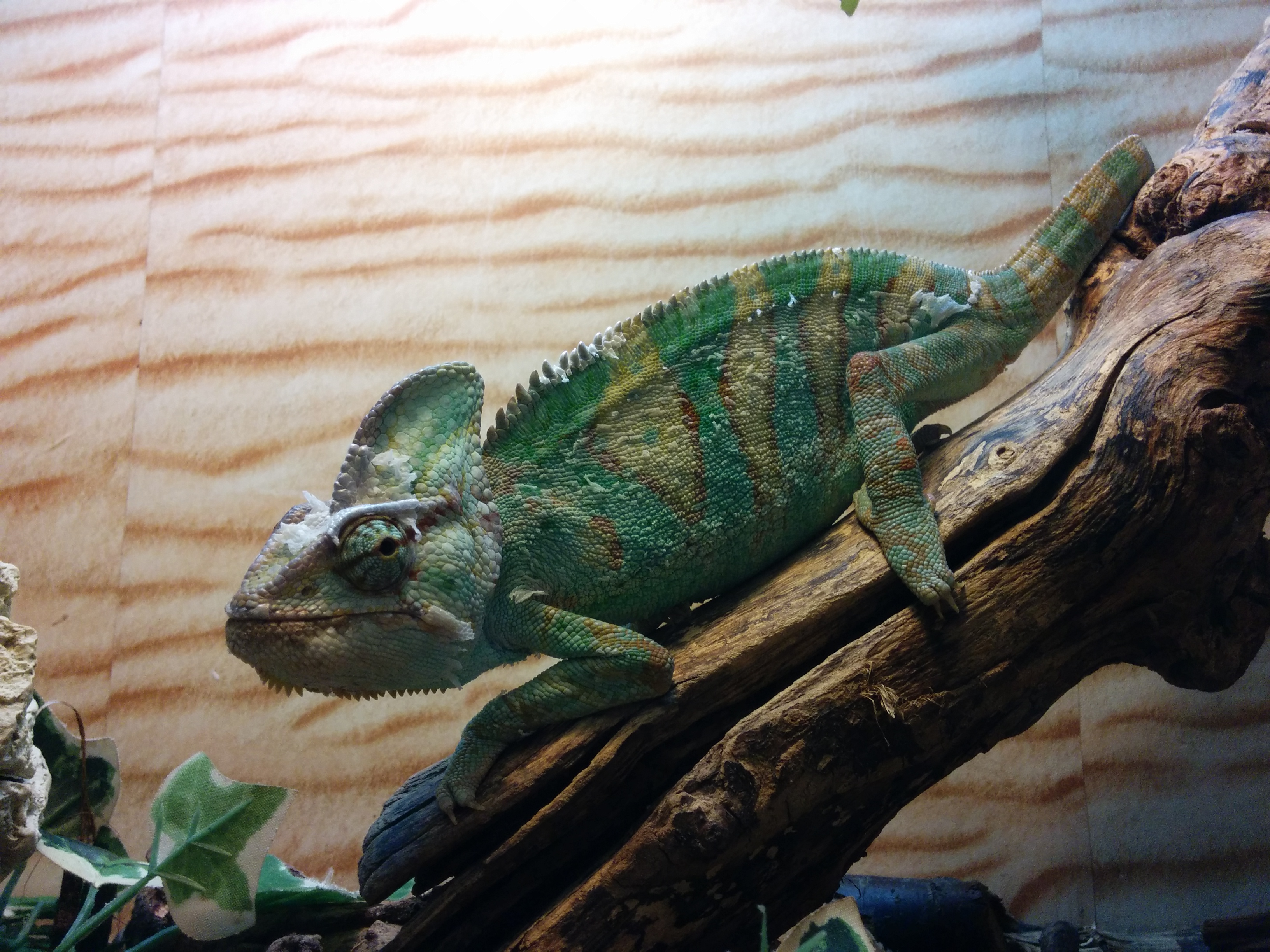
Jemenchamäleon (Chamaeleo calyptratus)
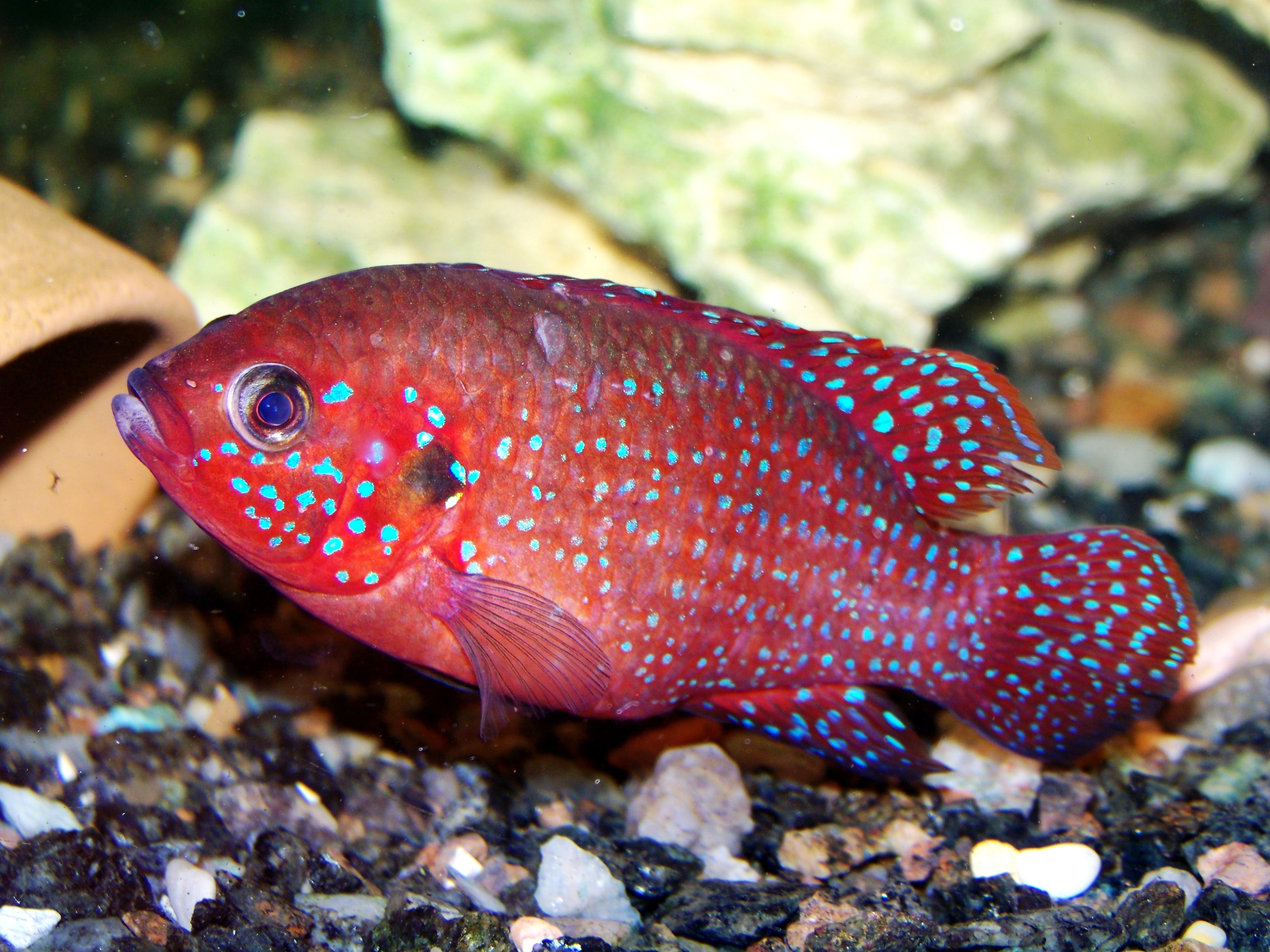
Rubricatochromis guttatus